# DC Talk
I DC Talk sono stati un gruppo musicale christian rap statunitense originario della Virginia e attivo dal 1987 al 2000.

## Formazione
- TobyMac (Toby McKeehan)
- Michael Tait
- Kevin Max (Kevin Max Smith)

## Premi e riconoscimenti
Il gruppo ha vinto quattro volte il Grammy Award per il "miglior album rock gospel" nelle edizioni 1994, 1997, 1998 e 2002.
Inoltre si è aggiudicato quattordici Dove Awards.

## Discografia

### Album in studio
- DC Talk, 1989
- Nu Thang, 1991
- Free at Last, 1993
- Jesus Freak, 1995
- Supernatural, 1998

### Raccolte
- Intermission: the Greatest Hits, 2000
- The Early Years, 2006
- Greatest Hits, 2007

### Album dal vivo
- Welcome to the Freak Show, 2007